# Kansas City (film)
Kansas City è un film del 1996 diretto da Robert Altman.
È stato presentato in concorso al 49º Festival di Cannes.

## Trama
Kansas City, 1934: si intrecciano le vicende e le storie di diversi personaggi in un ambiente toccato solo marginalmente dalla Grande depressione. Blondie O'Hara, una giovane donna che rapirà la moglie del consigliere di Franklin Delano Roosevelt, Henry Stilton. Il suo obiettivo è liberare il marito, Johnny O'Hara, che si trova nelle mani del malavitoso Seldom Seen, un afroamericano proprietario di un locale di musica e gioco d'azzardo, e di una compagnia di taxi chiamati Hey Hey Club. Johnny si era reso colpevole di aver rapinato, truccato da afroamericano e con l'aiuto di un tassista di Seldom Seen, un certo Simpson, ricco uomo d'affari e patito del gioco proveniente dal Minnesota e diretto al locale del boss.
In parallelo si svolgono le vicende di Carolyn Stilton e Blondie, che vagano per Kansas City mettendosi saltuariamente in contatto con Henry per avere aggiornamenti, e il sequestro di Johnny.